# Cristian Corvalán
Cristian Sebastián Corvalán (Nueva Esperanza, Santiago del Estero, Argentina, 22 de junio de 1986) es un exfutbolista argentino que jugaba como delantero.

## Trayectoria

### Mitre
Corvalán debutó con la camiseta de Mitre en el año 2005.

### Concepción
En el 2006 se mudó a Tucumán, para jugar en Concepción. En el cuervo jugó hasta el 2008.

### Atlético Tucumán
En el año 2008 dio un salto en su carrera, al sumarse a Atlético Tucumán. Fue parte del equipo que se coronó campeón de la B Nacional y obtuvo el ascenso a Primera División.

### La Florida
En 2009 pasó a La Florida. Con el tricolor de Cruz Alta jugó sus últimos partidos como futbolista.

## Clubes
| Club             | País      |
| ---------------- | --------- |
| Mitre            | Argentina |
| Concepción       | Argentina |
| Atlético Tucumán | Argentina |
| La Florida       | Argentina |

## Palmarés
| Título     | Equipo           | País      | Año     |
| ---------- | ---------------- | --------- | ------- |
| Nacional B | Atlético Tucumán | Argentina | 2008/09 |